# Gennaro Iezzo
Gennaro Iezzo (Castellamare di Stabia, 8. lipnja 1973.) je talijanski nogometni trener i umirovljeni nogometni vratar.
Karijeru je započeo u rodnom klubu Juve Stabiji prije odlaska u ASD Scafatese Calcio, Avellinu, Nocerinu, Veronu, Cataniu i Cagliari. On je proveo posljednje dvije sezone, kao prvi vrata Partenopeia u Serie C1 i Serie B, i pomaže im zaraditi promociju u Serie A.